# 릭 보그너
릭 보그너(Rick Bognar, 1970년 1월 16일 ~ 2019년 9월 20일)는 본명은 리처드 보그너(Richard Bognar)다. 캐나다의 남자 전 프로레슬링선수다. 1989년 프로레슬링 입문을 하며 1999년 프로레슬링 은퇴하는 사람이다. WWF 1996년 ~ 1997년사이에는 가짜 디젤하고 같이 붙어 다닌적도 있었으며 WWF 링네임이 가짜 레이저 라몬(Fake Razor Ramon)을 활동을 한적도 있었다. 피니쉬는 익스플로이더 수플렉스, 레이저스 엣지(크루시픽스 파워밤)으로 사용을 한다. 키는 196cm(6 ft 5 in)에다가 몸무게는 123kg(272 lb)이다. 그가 아주 흔이 볼 수 있는 레이저스 엣지로 피니싱 무브가 하나라고 한다.

## Professional wrestling highlights
- Finishing moves
  - Exploder suplex
  - Razor's Edge (Crucifix powerbomb) - parodyta from Razor Ramon
- Signature moves
  - Abdominal stretch sometimes turned into a powerslam
  - Chokeslam
  - Frankensteiner
  - Lifting gutwrench powerbomb
  - Slingshot crossbody

- Nicknames
  - "The Free Spirit"

## 수상
- CRMW 월드 인터콘티넨탈웨이트 챔피언 (2회)
- FMW 월드 브라스 너클스 헤비웨이트 챔피언 (1회)
- FMW 월드 브라스 너클스 태그팀웨이트 챔피언 (1회) - 글라이에이터
- 워스트 기믹 1996 레이저 라몬
- 모스트 디스커스팅 프로모션 택틱 1996 - 가짜 레이저 라몬 기믹